# Blenina varians
Blenina varians är en fjärilsart som beskrevs av Bethune-Baker 1906. Blenina varians ingår i släktet Blenina och familjen trågspinnare. Inga underarter finns listade i Catalogue of Life.